# Cerca-la-Source
Cerca-la-Source (Haitianisch-Kreolisch: Sèka Lasous) ist eine Gemeinde im Département Centre von Haiti.

## Geschichte
Am 4. September 1885 wurde auf dem Gebiet des heutigen Cerca-la-Source ein Militärposten errichtet.
Der Ort selbst wurde im Jahr 1898 gegründet und trug zunächst den Namen Clérère.
Cerca-la-Source erhielt 1918 den Status einer Gemeinde.
In den ausgesprochen unruhigen Jahren vor der amerikanischen Besetzung Haitis, in denen das Land von 1912 bis 1915 allein sieben amtierende Präsidenten hatte, suchte der aus Hinche stammende Oreste Zamor mit seinen ebenfalls in der Regierung tätigen Brüdern in dem abgelegenen Cerca-la-Source Zuflucht,
Im August 2017 fanden in Cerca-la-Source größere Demonstrationen statt, bei denen Vertreter der Zivilgesellschaft die Unfähigkeit der Gemeindeverwaltung anprangerten, für eine ordentliche Infrastruktur, insbesondere bessere Straßenverbindungen und eine stabile Stromversorgung, zu sorgen.

## Lage und Beschreibung
Cerca-la-Source, an der Grenze zu der Dominikanische Republik gelegen, ist die östlichste Gemeinde Haitis.
Neben dem Stadtzentrum Ville de Cerca-la-Source bestehen drei Gemeindebezirke:
1. Acajou Brûlé No 1 mit Abricot, Biassou, Bois Blanc, Bois Marie, Boispin Guepe, Boucan-Pangnol, Carabonique, Cataline, El Blanco, El Corte, En Bas Raf, Faraion, Garde Augustin, Garde Cherident, Gaspi, Grand-Castilleur, Grosse-Pièce, Icaque, Jean Degros, La Baria, La Diablesse, La Masette, La Mer Sept, La Source, La Toune, Le Boato, Locaret, Locarreur, Lo Maguille, Los Cacaos, Los Pines, Los Posos, Mare Bois-d'orme, Nan Toto, No la Quite, Palo Grande, Saltadère, Savane-la-Puerta, Savane-Laurenette, Savane-Millery, Savane-Plate, Savane-Roseau, Ti Source, Ti Trou, Trompette und Villos,
2. Acajou Brûlé No 2 mit Baltazar, Bassin Coco, Bois Marie, Boucan-Puce, Chapelette, Corosi, Dame-Linto, Diable-Aubé, Garde Victorienne, Grand-Fond, Grosse-Roche, Herbe Guinée, Laran, La Rang, Lasterre, Lazare, L'Ociane, Manuel, Meule File, Nan Charles, Nan Gilot, Nan Jardin Nantir, Nan Jumeau, Nan Peuple, Nan Raphael, Nofelin, Pacasse, Parocou, Pas de Rail, Raphael, Ravine Blanc, Sagonjou, Savane la Place, Sylvestre und Victorine sowie
3. Lamielle mit Bois Marie, Bourrouque, Ca Ira, Cocol, Cocoyer, Fond-Bleu, Fond-Léandre, Garde Cachiman, Garde Remy, Juan de Paz, La Finca, Latablie, Léandre, Le Miel, Madera, Maguana, Mare Bois-d'orme, Mélé-Filé, Nan Sintellin, Paso de Maguanne, Paso de Tiroli, Pingouin, Platon-Tiroli, Présim, Roche-Tempée, Saint-Eloi, Savane Garde Brûlé, Tasajera, Terre Canne und Ti Louri.

Die Route Départementale RD-32 verbindet Cerca-la-Source mit Ouanaminthe im Norden (70 Kilometer), wo die Route Nationale RN-6 erreicht wird. In südliche Richtung ist die RD-32 nicht befahrbar.
Die katholische Kirche Saint-Francis prägt das Bild der stark religiös geprägten Gemeinde.
Wirtschaftlich ist der Gemüseanbau in Cerca-la-Source von Bedeutung. Kohl und Porree werden hier zu jeder Jahreszeit angebaut. Sie gelten als der „Brotkorb“ der Gemeinde. Die Produktion wird mit Unterstützung des Landwirtschaftsministeriums durch das von der Weltbank finanzierte Projekt Reinforcement of Agricultural Public Services unterstützt.